# Scotopteryx chouika
Scotopteryx chouika là một loài bướm đêm trong họ Geometridae.